# 井村順一
井村 順一（いむら じゅんいち、1933年4月21日 - 2021年9月23日）は、フランス文学者、東京大学・獨協大学名誉教授。専攻は、17・18世紀フランス語・フランス文学。児童文学にも深い関心を持つ。

## 生涯
東京都に生まれる。東京都在住。日比谷高校卒、1956年東京大学文学部仏文科卒。1959年同大学院修士課程修了。1962-1964年パリ大学。1966年東京大学教養学部助教授、1988年教授。1994年定年退官、名誉教授、獨協大学教授、2004年退職。

## 著書
- 「スタンダードフランス語講座 6.文法」大修館書店,1973
- 「美しい言葉づかい フランス人の表現の技術」2008.7.中公新書

## 翻訳
- 「タルチュフ」「守銭奴」『世界文学全集 (モリエール)』河出書房新社,1965
- シャンドン「モリエール物語」 白水社,1967
- フランソワ・ヴァールほか「構造主義 言語学・詩学・人類学・精神分析学・哲学」 渡辺一民 松崎芳隆 伊藤晃 佐々木明共訳.筑摩書房,1978.3.
- 「新マリヴォー戯曲集 1」佐藤実枝, 鈴木康司共訳.大修館書店,1989.10
- マリヴォー「ユートピア旅行記叢書 第14巻 (奇想と転倒のユートピア)ユートピア劇三部作」 佐藤実枝, 鈴木康司共訳　岩波書店,1997.11
- ピエール・コルネイユ「舞台は夢」2001.9.岩波文庫
- ピエール=マリー・ボード「消えたオアシス 灼熱のサハラをさまよって」 藤本泉共訳.2005.4.鈴木出版の海外児童文学 この地球を生きる子どもたち
- マリヴォー 「愛の勝利」2009.1.岩波文庫
  - 「愛と偶然との戯れ」 マリヴォー 岩波文庫、1935